# Noisy-le-Sec
Noisy-le-Sec [nwazi lə sɛk] ist eine französische Stadt und Gemeinde mit 45.915 Einwohnern (Stand 1. Januar 2022) im Département Seine-Saint-Denis (93) in der Region Île-de-France. Sie gehört zum Arrondissement Bobigny des Kantons Bobigny. Die Einwohner werden Noiséens genannt.

## Geografie

### Lage
Die Stadt mit ihren rund 43.400 Einwohnern (2015) ist ganz mit Paris verschmolzen. Sie liegt im Osten der Metropole rund zehn Kilometer von Notre Dame entfernt.

## Geschichte

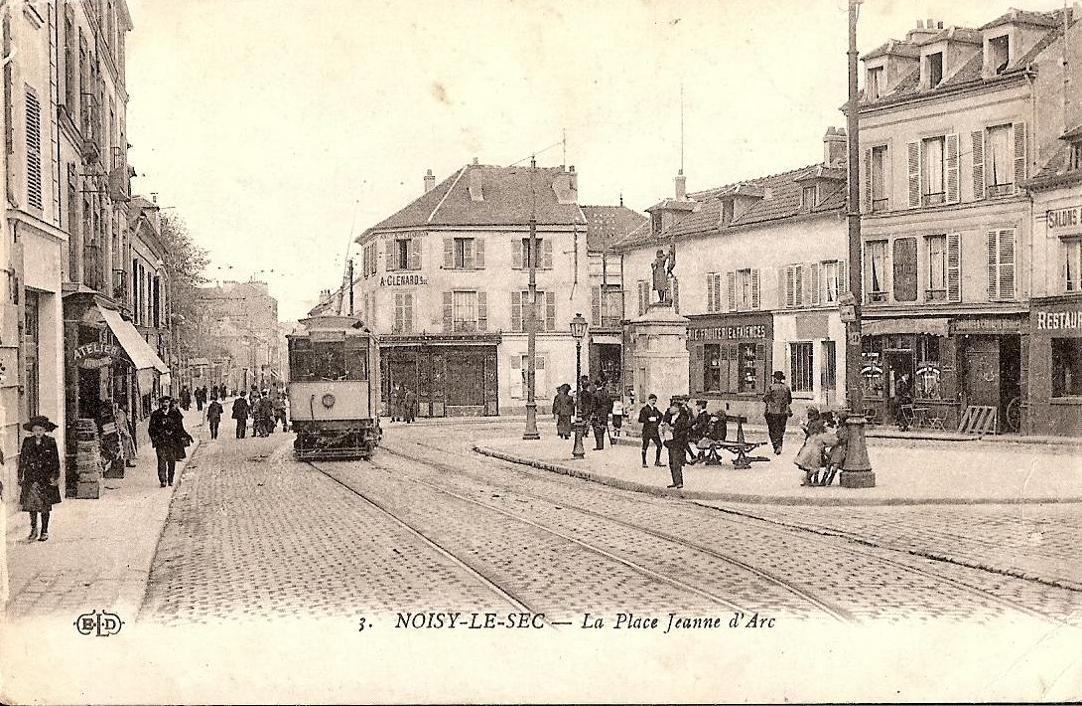
Place Jeanne d’Arc (vor 1910)

Der Name der Stadt leitet sich aus dem lateinischen nucetum (dt. „Nussbaumwald“) ab. Der Beiname Le-Sec bedeutet im französischen „trocken“ und erklärt sich aus den schlechten Bodenqualitäten der Terrains und dem fehlenden Wasser in unmittelbarer Nähe.
Am 23. November 1945 wurde in Noisy-le-Sec das „Maison de la Victoire“, das erste Fertighaus Frankreichs eingeweiht. Der Zweite Weltkrieg hatte im ganzen Land über 300.000 Wohnhäuser zerstört, mehr als 1 Million Häuser waren beschädigt. Die in Noisy-le-Sec errichtete Cité de Merlan, ganz aus diesen 4-Zimmer-Fertighäusern zu je 160.000 Francs errichtet, sollte die schlimmste Wohnungsnot lindern.
Im August 2025 wurde in Noisy-le-Sec eine öffentliche Vorführung des Filmes Barbie aufgrund von Gewaltandrohungen muslimischer Migranten abgesagt. Aus ihrer Perspektive fördere der Film Homosexualität.

## Verkehr
Noisy-le-Sec ist ein bedeutender Verkehrsknoten für den öffentlichen Verkehr im östlichen Großraum Paris. Hier vereinigen sich zwei Zweige der RER-Linie, nämlich die Linie E2 von Chelles-Gournay und die Linie E4 von Tournan und führen dann zur Stadtmitte zum Bahnhof Haussmann – Saint-Lazare. Zudem führt die Straßenbahnlinie T 1 von Noisy-le-Sec über Bobigny nach Saint-Denis.

## Sehenswürdigkeiten
- Kirche Saint-Étienne

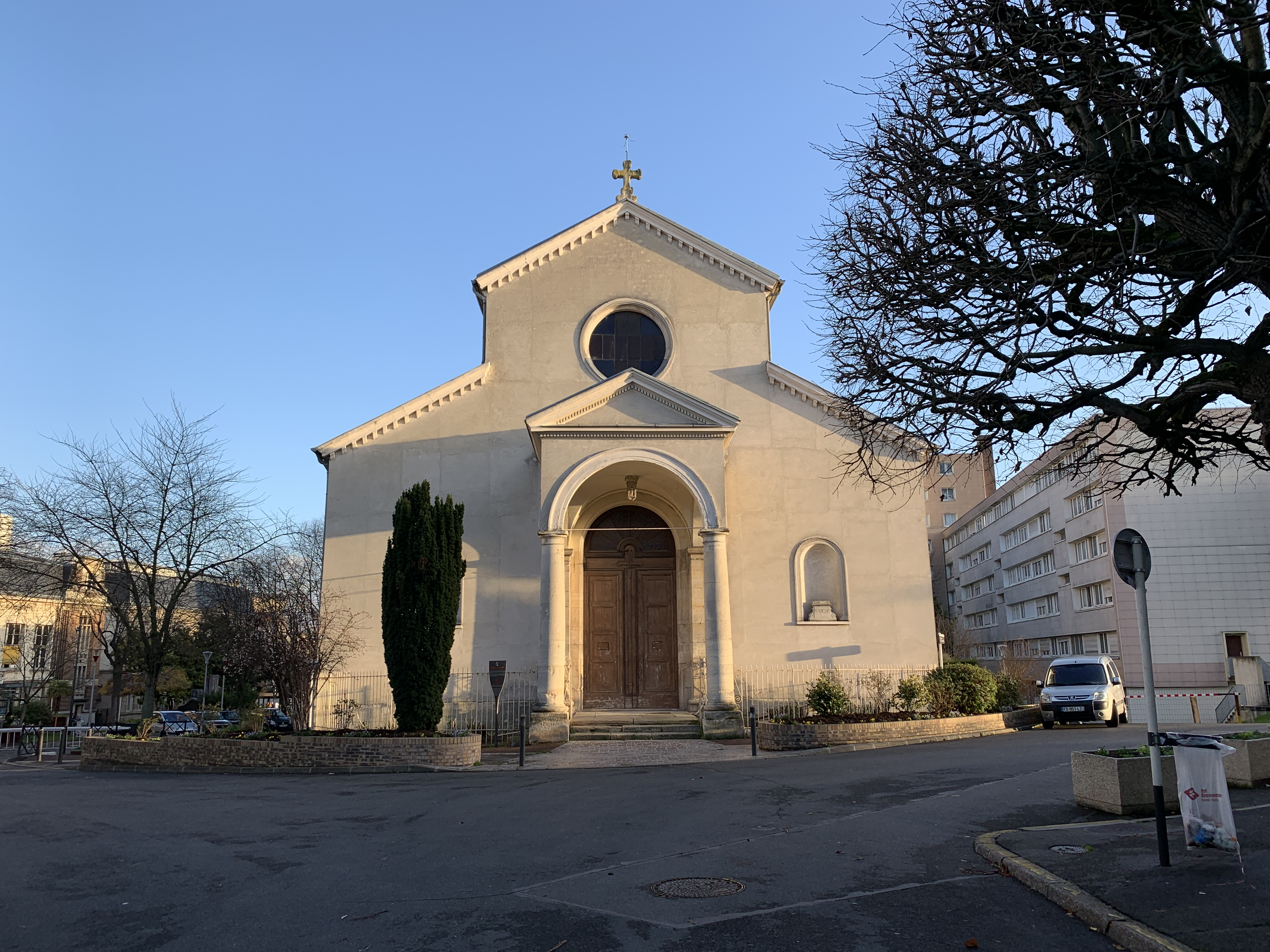
Kirche Saint-Étienne

Siehe auch: Liste der Monuments historiques in Noisy-le-Sec

## Persönlichkeiten
- Philipp Jarnach (1892–1982), deutscher Komponist und Musiklehrer
- Jean Delannoy (1908–2008), Filmregisseur und Drehbuchautor
- Hassoun Camara (* 1984), Fußballspieler
- Sébastien Corchia (* 1990), französisch-italienischer Fußballspieler
- Kévin Ledanois (* 1993), Radrennfahrer
- Thomas Jordier (* 1994), Leichtathlet
- Amandine Buchard (* 1996), Judoka